# جاسوسان نامحسوس
جاسوسان نامحسوس یا جاسوسان در لباس مبدل (انگلیسی: Spies in Disguise) که در ایران با نام بالاتر از کفتر هم شناخته می‌شود یک پویانمایی رایانه‌ای در ژانر کمدی جاسوسی به کارگردانی نیک برونو و تروی کوین است که توسط بلو اسکای استودیو ساخته شده و استودیو قرن بیستم آن را در سال ۲۰۱۹ منتشر کرد. برد کوپلند و لوید تیلور فیلم‌نامه این فیلم را بر اساس انیمیشن کوتاه کبوتر: غیرممکن محصول سال ۲۰۰۹ اثر لوکاس مارتل و با داستانی از سیندی دیویس به نگارش درآورده‌اند.‌ از صداپیشگان این انیمیشن می‌توان به ویل اسمیت، تام هالند، رشیدا جونز، بن مندلسون، ریبا مک‌اینتایر، کارن گیلان و دی‌جی خالد اشاره کرد. داستان فیلم درمورد یک مامور مخفی است که به‌طور اتفاقی توسط یک نابغه جوان به کبوتر تبدیل می‌شود، در این بین این دو باید با هم همکاری کنند تا یک تروریست سایبرنتیک انتقام‌جو را متوقف کنند.
جاسوسان نامحسوس نخستین بار در ۴ دسامبر ۲۰۱۹ در تئاتر ال کاپیتان به نمایش درآمد و در ۲۵ دسامبر در ایالات متحده آمریکا اکران شد. این فیلم در سراسر جهان بیش از ۱۷۱ میلیون دلار فروش داشت درحالیکه بودجه ساخت آن ۱۰۰ میلیون دلار بود. فیلم به‌طور کلی واکنش‌های مثبتی از سوی منتقدان در زمینه موسیقی، طراحی شخصیت، طنز و اجرای ویل اسمیت و تام هالند دریافت کرد.
جاسوسان نامحسوس آخرین فیلم پویانمایی بود که با نام فاکس قرن بیستم و همچنین آخرین فیلمی بود که قبل از تعطیل شدن بلو اسکای استودیو در ۱۰ آوریل ۲۰۲۱ منتشر شد. این فیلم به جو کونگ که از سال ۱۹۹۶ تا ۲۰۱۰ به عنوان انیماتور در دیزنی کار می‌کرد و قبل از اکران این فیلم درگذشت، تقدیم کرد.

## خلاصه داستان
زمانی که دنیا به خطر می‌افتد، بزرگترین جاسوس دنیا به اسم «لنس استرلینگ» وارد عمل می‌شود. اما در این راه دچار مشکلات فراوان می‌شود و به جرم خیانت به سازمان جاسوسی تحت تعقیب قرار می‌گیرد. در این موقع لنس استرلینگ پیش مخترع جوانی به اسم «والتر بکت» می‌رود که خودش او را از شرکت اخراج کرده بود و از او می‌خواهد او را مخفی کند اما در این بین تحت یک اتفاق به کبوتر تبدیل می‌شود.

## صداپیشگان
- ویل اسمیت در نقش لنس استرلینگ، «بزرگترین جاسوس دنیا» که به طور اتفاقی توسط والتر به کبوتر تبدیل شده است.
- تام هالند در نقش والتر بکت، یک نابغه جوان که در ۱۵ سالگی از دانشگاه ام‌آی‌تی فارغ‌التحصیل شده است، او با اختراع جدید خود ناخواسته لنس استرلینگ را به کبوتر تبدیل می‌کند و باید به استرلینگ کمک کند تا به شکل انسانی خود برگردد.
- رشیدا جونز در نقش مارسی کاپلان، نماینده نیروهای امنیتی در امور داخلی که در تعقیب استرلینگ است.
- بن مندلسون در نقش کیلین، یک مغز متفکر قدرتمند مبتنی بر فناوری با بازوی بیونیک که مجموعه ای از هواپیماهای بدون سرنشین مسلح را کنترل می‌کند و سعی در نابودی جهان دارد، او دشمن اصلی استرلینگ است و با استفاده از فناوری خود را به شکل او درآورده است.
- ریبا مک‌اینتایر در نقش جوی جنکینس، مدیر بانک اطلاعاتی ماموران و رئیس استرلینگ
- ریچل بروزناهان در نقش وندی بکت، افسر پلیس و مادر فقید والتر
- کارن گیلان در نقش آیز، متخصص آنالیز طیفی و ترموگرافی کوانتومی نوری
- دی‌جی خالد در نقش ایرز، متخصص الگوهای صوتی
- اولی مارس در نقش نماینده ارشد
- کیمبرلی بروکس در نقش صدای ماشین لنس استرلینگ
- مارک رانسون در نقش تکنسین اتاق تکنولوژی

## تولید
در ۹ اکتبر ۲۰۱۷، اعلام شد که ساخت انیمیشنی بر اساس انیمیشن کوتاه کبوتر: غیرممکن محصول سال ۲۰۰۹، در حال انجام است و قرار است ویل اسمیت و تام هالند صداپیشگی شخصیت‌های اصلی را انجام دهند.‌ در اکتبر سال ۲۰۱۸، بن مندلسون، کارن گیلان، رشیدا جونز و دی‌جی خالد و در ژوئیه سال ۲۰۱۹، ریبا مک‌اینتایر به جمع صداپیشگان اضافه شدند. مارک رانسون نیز علاوه بر صداپیشه، به عنوان تهیه‌کننده موسیقی به پروژه پیوست. اندرسون پاک و دی‌جی شدو نیز در ساخت موسیقی همکاری کردند.
این انیمیشن، اولین فیلم بلند نیک برونو و تروی کوین در مقام کارگردانی است. پیش از این تنها فیلم کوتاه اسمورف‌ها: سرود کریسمس (۲۰۱۱) را کارگردانی کرده‌بودند.

## انتشار
در ابتدا قرار بود این فیلم در تاریخ ۱۸ ژانویه ۲۰۱۹ توسط فاکس قرن بیستم اکران شود اما اکران آن تا ۱۹ آوریل ۲۰۱۹ و سپس تا ۱۳ سپتامبر ۲۰۱۹ به تاخیر افتاد. در ۱۰ مه اکران فیلم بار دیگر تا ۲۵ دسامبر ۲۰۱۹ به تاخیر افتاد. سرانجام این فیلم در ۴ دسامبر ۲۰۱۹ در تئاتر ال کاپیتان به نمایش درآمد و در ۲۵ دسامبر ۲۰۱۹ در ایالات متحده اکران شد.

## جوایز و نامزدی‌ها
- نامزد جایزه گلدن ریل بهترین صداگذاری
- نامزد جایزه آنی برای طراحی شخصیت در تولید یک فیلم بلند
- نامزد جایزه آنی برای موسیقی متن در تولید یک فیلم بلند
- نامزد جایزه ساترن بهترین فیلم پویانمایی